# Pavel Batušev
Pavel Batušev (rusky: Павел Батушев; * 1. srpna 1987 Kemerovo) je ruský horolezec a bývalý reprezentant v ledolezení, vítěz světového poháru v ledolezení na rychlost. V roce 2017 měl pozitivní test na doping.

## Doping
Na posledním závodu světového poháru 2017 v ledolezení na rychlost (28. ledna 2017 v italském Rabensteinu) byl jako vítěz (celkově druhý) podrobený antidopingové kontrole. První ze dvou odebraných vzorků moči byl podrobený kontrole v laboratoři Světové antidopingové agentury (WADA) s pozitivním nálezem na Meldonium 27. února 2017. 10. března 2017 byl formálně obviněn z porušení antidopingového pravidla a využil právo na analýzu druhého vzorku moči, který byl také pozitivní. Od 29. března 2017 mu byla prozatím pozastavena závodní činnost podle článku 7.9.1 závodních pravidel ledolezení. Po následném slyšení 10. dubna 2017 bylo rozhodnuto, že sportovec porušil antidopingové pravidlo, a to článek 2.1 pravidel. Výsledkem bylo pozastavení závodní činnosti po dobu čtyř let od data prozatímního pozastavení (29. března 2017) do 28. března 2021 a diskvalifikace výsledků v závodu s pozitivním vzorkem i v dalších závodech poté (5. února zvítězil na mistrovství světa 2017 v Champagny v lezení na rychlost).

## Výkony a ocenění
- 2011: vítěz celkového hodnocení světového poháru
- 2017: pozitivní test na doping, odebrání titulu mistra světa a zákaz činnosti na čtyři roky

### Závodní výsledky
| Mistrovství světa v ledolezení | Mistrovství světa v ledolezení | Mistrovství světa v ledolezení | Mistrovství světa v ledolezení | Mistrovství světa v ledolezení |
| Rok                            | 2011                           | 2013                           | 2015                           | 2017                           |
| ------------------------------ | ------------------------------ | ------------------------------ | ------------------------------ | ------------------------------ |
| Rychlost                       | 3                              |                                | 11                             | (1) diskvalifikace             |

* pozn.: 2017 diskvalifikovaný pro doping
| Světový pohár v ledolezení | Světový pohár v ledolezení | Světový pohár v ledolezení | Světový pohár v ledolezení | Světový pohár v ledolezení | Světový pohár v ledolezení | Světový pohár v ledolezení | Světový pohár v ledolezení | Světový pohár v ledolezení |
| Rok                        | 2010                       | 2011                       | 2012                       | 2013                       | 2014                       | 2015                       | 2016                       | 2017                       |
| -------------------------- | -------------------------- | -------------------------- | -------------------------- | -------------------------- | -------------------------- | -------------------------- | -------------------------- | -------------------------- |
| Obtížnost                  | 18                         | 22-24                      | 21                         | 10-11                      | 17                         | —                          | —                          | —                          |
| jednotlivě*                | 7,25,-,19                  | 21,15,-,23                 | 23,-,23,20,10              | 15,13,19,9,27              | 24,17,-,16,20              | —                          | —                          | —                          |
|                            |                            |                            |                            |                            |                            |                            |                            |                            |
| Rychlost                   | 2                          | 1                          | 3                          | 4                          | 13                         | 14-15                      | 17                         | 4*                         |
| jednotlivě* (6/2/5)        | 4,,                        | ,                          | 4,8,,9,6                   | 2,13,5,,17                 | 9,14,12,19                 | -,-,-,20,6,11              | -,-,-,                     | 5,,                        |

* pozn.: v roce 2017 původně 2. před diskvalifikací v posledním závodu pro doping

* pozn.: napravo jsou poslední závody v roce
| Mistrovství Evropy v ledolezení | Mistrovství Evropy v ledolezení |
| Rok                             | 2016                            |
| ------------------------------- | ------------------------------- |
| Rychlost                        | 3                               |